# 張尚友 (萬曆進士)
張尚友（1569年—？），字爾進，號詣玄，直隶大名府東明縣人。

## 生平
万历二十八年（1600年）庚子科顺天府乡试举人，四十一年（1613年）癸丑科会魁，三甲進士，授灵宝县知县，高旷不媚上官，调濮州判官，改樂平縣知县，不仕。著有《惺心绪论》、《课幼庸言》。

## 家族
胞弟张五友，号钦虞，万历戊午科举人，澹宁自矢，精数学，闭门著书，曰《日益录》，修城量计砖数，不差累黍。隐逸自好，行年八十而诵读不辍。
孙女张氏，乡饮耆老张继仲女，年二十，适卢汝为为妻，閲六年而夫故，张氏赋性纯孝，因翁姑逝早，曾制檀木为像，每食必奠，其事祖毋如舅始然，念夫遗一子，每教义方，敬承祖业。长孙卢秉彝，癸丑进士，授枝江县知县；次卢秉中，列国学；三卢尧英，壬子科举人，奉旨建坊旌表。